# Cacoxenus australicus
Cacoxenus australicus är en tvåvingeart som beskrevs av Chassagnard och Tsacas 2003. Cacoxenus australicus ingår i släktet Cacoxenus och familjen daggflugor. Inga underarter finns listade i Catalogue of Life.